# ATP Challenger Indian Wells
Das ATP Challenger Indian Wells (offizieller Name: Southern California Open) war ein Tennisturnier in Indian Wells, Kalifornien, das zwischen 2018 und 2024 ausgetragen wurde. Es war Teil der ATP Challenger Tour und wurde im Freien im Indian Wells Tennis Garden auf Hartplatz ausgetragen. Es fand eine Woche vor dem Indian Wells Masters statt, ein Turnier der nach den Grand Slams zweithöchsten Kategorie, der ATP World Tour Masters 1000. Parallel fand jeweils eine Damenkonkurrenz statt.

## Liste der Sieger

### Einzel
| Jahr                         | Sieger           | Finalgegner    | Ergebnis      |
| ---------------------------- | ---------------- | -------------- | ------------- |
| 2024 (2)                     | Blaise Bicknell  | Zachary Svajda | 6:3, 6:2      |
| 2024 (1)                     | Mitchell Krueger | Brandon Holt   | 4:6, 6:3, 6:4 |
| 2021–2023: nicht ausgetragen |                  |                |               |
| 2020                         | Steve Johnson    | Jack Sock      | 6:4, 6:4      |
| 2019                         | Kyle Edmund      | Andrei Rubljow | 6:3, 6:2      |
| 2018                         | Martin Kližan    | Darian King    | 6:3, 6:3      |

### Doppel
| Jahr                         | Sieger                              | Finalgegner                      | Ergebnis          |
| ---------------------------- | ----------------------------------- | -------------------------------- | ----------------- |
| 2024 (2)                     | Ryan Seggerman (2) Patrik Trhac (2) | Thomas Fancutt Ajeet Rai         | 6:4, 3:6, [10:3]  |
| 2024 (1)                     | Ryan Seggerman (1) Patrik Trhac (1) | Thai-Son Kwiatkowski Alex Lawson | 6:2, 7:63         |
| 2021–2023: nicht ausgetragen |                                     |                                  |                   |
| 2020                         | Denis Kudla Thai-Son Kwiatkowski    | Sebastian Korda Mitchell Krueger | 6:3, 2:6, [10:6]  |
| 2019                         | JC Aragone Marcos Giron             | Darian King Hunter Reese         | 6:4, 6:4          |
| 2018                         | Austin Krajicek Jackson Withrow     | Evan King Nathan Pasha           | 6:73, 6:1, [11:9] |